# Боровичские пороги
Борови́чские поро́ги (Борови́цкие поро́ги) — пороги на реке Мсте, расположенные между селом Опеченский Посад и деревней Шиботово вблизи города Боровичи в Новгородской области.
Боровичские пороги расположены в природоохранной зоне «Горная Мста».

## Общая информация
Длина порожистого участка — 30 км, суммарное падение реки — 70 м, что составляет больше половины общего падения 445-километровой Мсты. Ширина реки на порогах около 100 м, скорость течения в половодье около 20 км/час. Всего же на Мсте насчитывается более 50 порогов и сливов, из которых около 30 приходится на участок Опеченский Посад—Боровичи. Все они образованы на выходах плотных известняков. Самый порожистым участком является отрезок реки между Опеченским Посадом и Потерпелицкой пристанью. Крупнейшие водоскаты — Витцы (2,1 м) и Шиботовский (2,2 м).

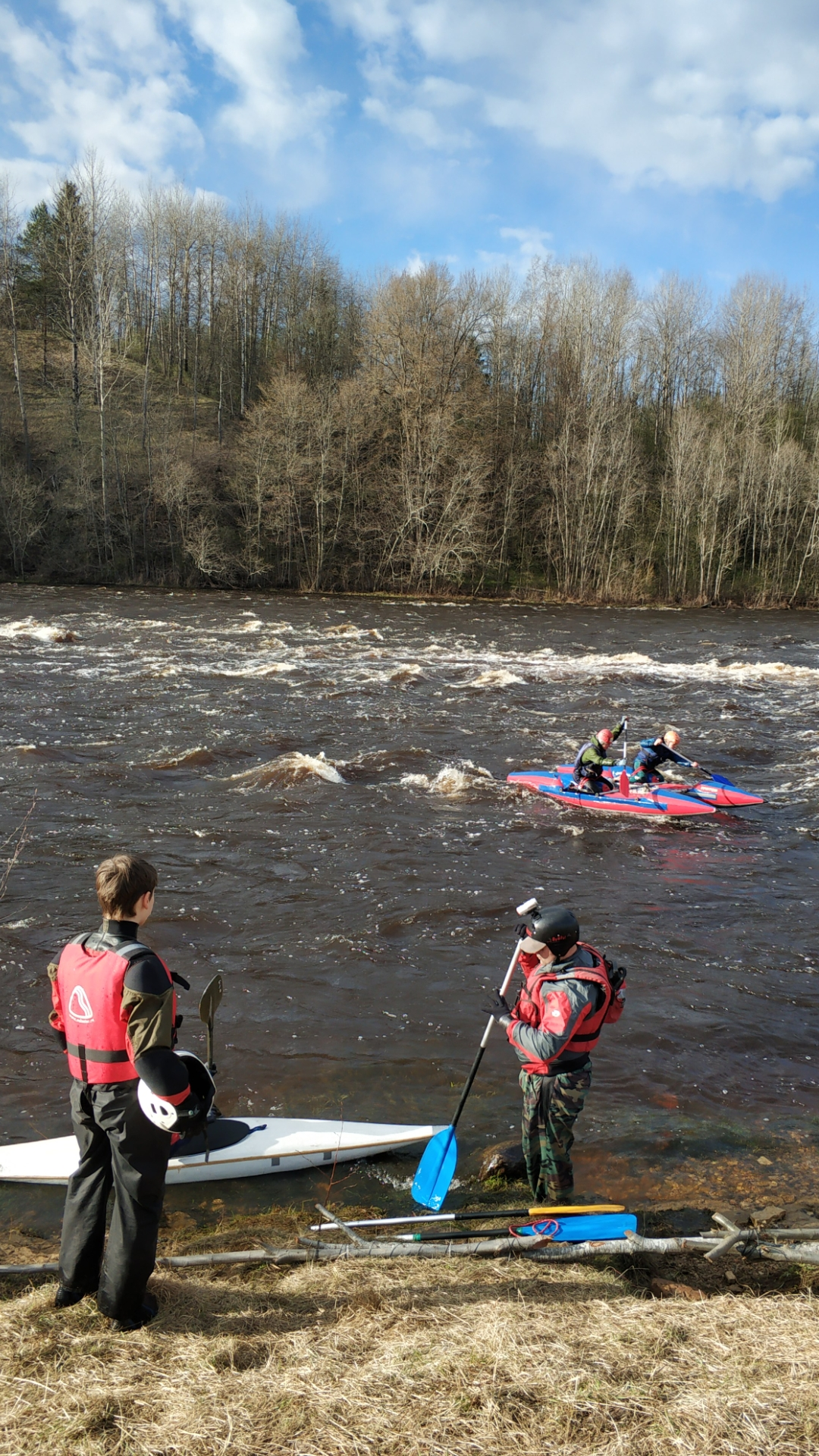
Детская команда готовится к спуску в начале мая по Боровицким порогам

Во времена, когда Мста была частью важного водного пути из Волги в озеро Ильмень и Великий Новгород, боровичские пороги преодолевались с помощью обходного пути, позволявшего их избежать — Уверь, Удина, цепочка озёр к северу от Боровичей и волок назад во Мсту (называвшийся Нижним волоком, в отличие от Верхнего волока из Тверцы в Цну возле Вышнего Волочка). Волок заканчивался возле села ниже Боровичей, которое так и называется Волоком.
Для улучшения снабжения продовольствием Санкт-Петербурга в эпоху Петра I  была построена Вышневолоцкая водная система, после чего Боровицкие пороги преодолевались караванами барок с лоцманской проводкой при кратковременном периодическом поднятии уровня воды в Мсте в результате резкого сброса накопленных вод из водохранилищ. В 1943—1947 годах была осуществлена реконструкция Вышневолоцкой водной системы, в ходе которой был построен пятикилометровый Ново-Тверецкий канал между Вышневолоцким водохранилищем и Тверцой. Канал перенаправил течение вод рек Цны и Шексны от Мсты в реку Тверцу для улучшения водоснабжения Москвы. Это привело к обмелению Мсты, и пороги стали полностью непроходимы для судов.
Большую часть населения Опеченского Посада и Боровичей составляли пороговые лоцманы и рулевые на потеси барок, регулярно проводившие суда через опасные пороги.

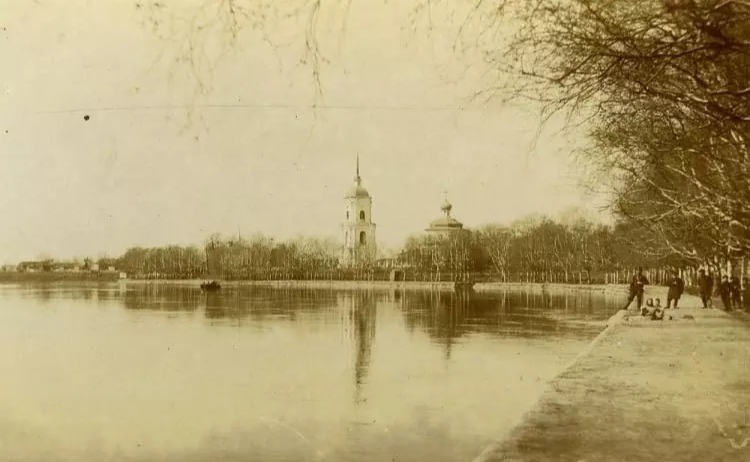
Опеченский посад. Начало боровицких порогов, почти километровая каменная пристань, где на барки садились пороговые лоцманы и команды рулевых для работы на потесях, вдали видна церковь Успения

Старинная карта Боровицких порогов  от Опеченского Посада до села Ровно
Старинная карта Боровицких порогов от села Ровно до деревни Шиботово
Старинная карта Боровицких порогов от деревни Шиботово до Боровичей и Потерпельской пристани

## Описание порогов

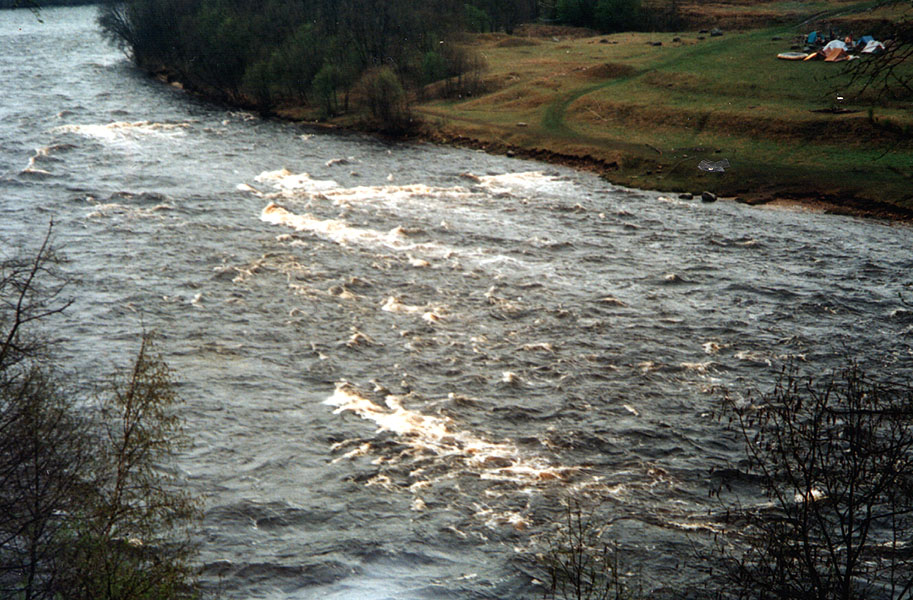
Большой порог

- Малый порог начинается в 3 км от Опеченского Посада. Осматривать лучше с правого берега. Длина порога около 500 м. Главная струя идёт посередине русла, у левого берега расположена плита со сливом и валом высотой 1—1,5 метра за ним. Несколько плит есть и у правого берега. Высота волн на пороге 0,5—1 метр.
- Большой порог начинается почти сразу за Малым. Длина порога около 1,5 километра. Осмотр с правого берега. За плавным поворотом вправо со стоячими валами около 1 метра следует резкий поворот налево, на котором река бьёт в отвесную скалу на правом берегу. В этом месте напротив скалы у левого берега — большая бочка, а валы по всей ширине реки имеют высоту 1,5—2 метра. Затем начинается ещё один плавный поворот направо со стоячими валами высотой 0,5—1 метр. За порогом на правом берегу — пологая площадка, удобная для зачаливания.
- Шивера у Понеретки. Через 2 км после Большого порога начинается длинная шивера со стоячими валами 0,5—0,7 метра. На этом участке также находится любопытное природное явление — подземная речка Понеретка, текущая под землёй, низвергается во Мсту из отвесного левого берега в виде водопада.

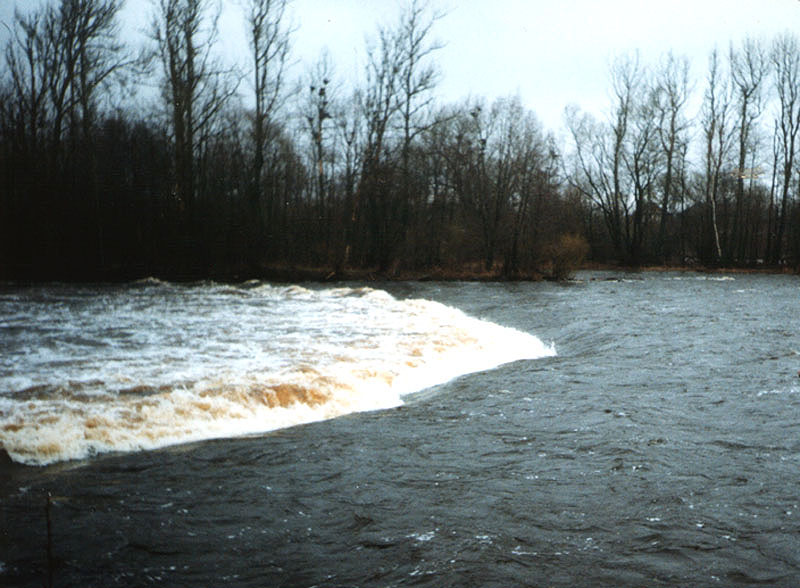
Порог Лестница

- Лестница (или Ровненский) лежит возле деревни Ровное, хорошо видной с реки. Русло здесь делится на три протоки двумя островами. Порог располагается в левой, самой широкой протоке. Протока на три четверти перекрыта дугообразным полутораметровым сливом с большой бочкой. За ней идут ещё несколько плит и мощные валы. Вдоль левого берега — чистый проход без валов.
- Ёгла расположен за одноимённой деревней Ёгла. В пороге есть 3 острова — небольшой у левого берега и 2 побольше ближе к середине. В пороге большие валы высотой до 1,5 метров, ближе к концу порога посредине реки большая бочка, слева от последнего острова — мощный слив и за ним — камни.
- Углинский представляет собой мощную однородную шиверу длиной около 1 километра с валами высотой около 1 метра. Углинский порог — последний серьёзный порог на Мсте. Через несколько километров после него ниже по течению находится город Боровичи, последние небольшие перекаты расположены уже в черте города.